# 德乃
德乃，缅甸克钦邦城镇，是德乃镇区的治所。该镇位于德乃河旁，距密支那200公里，为史迪威公路沿线的第二个较繁荣的地方。该镇海拔约170至250米之间，地势平坦，是史迪威公路缅甸境内最好的一段。